# Кутенко, Юрий Константинович
Юрий Константинович Кутенко (укр. Юрій Костянтинович Кутенко; 8 июня 1932, Фастов — 13 декабря 2003, Львов) — советский легкоатлет, специалист по многоборьям. Выступал за сборную СССР по лёгкой атлетике в середине 1950-х — начале 1960-х годов, победитель и призёр первенств национального значения, рекордсмен страны, участник двух летних Олимпийских игр. Мастер спорта СССР (1955), мастер спорта СССР международного класса. Также известен как тренер по лёгкой атлетике.

## Биография
Родился 8 июля 1932 года в городе Фастове Киевской области Украинской ССР. Рано лишился отца и матери, детство провёл у дальней родственницы в Луганске.
Начал заниматься лёгкой атлетикой в 1949 году во Львове, выступал за добровольное спортивное общество «Буревестник» и Вооружённые силы (Львов). Окончил Львовский государственный институт физической культуры. Проходил подготовку под руководством заслуженного тренера СССР Дмитрия Ивановича Оббариуса.
Впервые заявил о себе на взрослом всесоюзном уровне в сезоне 1953 года, когда на чемпионате СССР в Ашхабаде выиграл серебряную медаль в десятиборье, уступив только Василию Кузнецову.
В 1954 году вошёл в состав советской национальной сборной и выступил на чемпионате Европы в Берне, где с результатом в 6442 (6097) очка стал в десятиборье четвёртым.
В 1956 году на чемпионате страны в рамках Первой летней Спартакиады народов СССР в Москве вновь был вторым позади Василия Кузнецова. Благодаря череде удачных выступлений удостоился права защищать честь страны на летних Олимпийских играх в Мельбурне, однако провалил здесь все попытки в прыжках в высоту и без результата досрочно завершил выступление.
В 1957 году одержал победу на VI Всемирном фестивале молодёжи и студентов в Москве, тогда как на чемпионате СССР в Москве вновь был превзойдён Кузнецовым.
Бронзовый призёр Спартакиады дружественных армий 1958 в метании копья. Также завоевал серебряную медаль в составе команды по военно-прикладному троеборью.
В 1959 году на чемпионате страны в рамках II летней Спартакиады народов СССР в Москве добавил в послужной список ещё одну награду серебряного достоинства, в очередной раз проиграв Кузнецову.
На чемпионате СССР 1960 года в Москве так же стал серебряным призёром позади Кузнецова. Благополучно прошёл отбор на Олимпийские игры в Риме — на сей раз набрал в сумме всех дисциплин десятиборья 7567 очков, расположившись в итоговом протоколе соревнований на четвёртой строке.
После римской Олимпиады Кутенко ещё в течение некоторого времени оставался в составе советской легкоатлетической сборной и продолжал принимать участие в крупнейших международных стартах. Так, в 1961 году он победил на чемпионате СССР в Тбилиси, был лучшим в матчевой встрече со сборной США в Москве. Установил национальный рекорд и рекорд Европы — 8360 очков. По итогам сезона удостоен почётного звания «Мастер спорта СССР международного класса».
В 1963 году в матче со сборной США в Сан-Франциско серьёзно травмировался из-за сломавшегося шеста — получил переломы нескольких рёбер и в течение 40 дней проходил лечение в больнице. Последствием происшествия также стал отказ одной почки, и в связи с этим Юрий Кутенко вынужден был завершить спортивную карьеру.
Впоследствии проявил себя на тренерском поприще, в частности занимал должность старшего тренера в сборной Вооружённых сил СССР, в период 1974—1989 годов возглавлял Спортивный клуб армии Прикарпатского военного округа. В 1989—2003 годах директор детско-юношеской спортивной школы во Львове, которая ныне носит его имя.
Умер 13 декабря 2003 года во Львове в возрасте 71 года. С 2004 года в городе проходят традиционные соревнования по лёгкой атлетике памяти Юрия Кутенко.